# Cupola dell'Ascensione
La cupola dell'Ascensione (in arabo قبة المعراج‎?, Qubbat al-Miʿrāj; in ebraico כִּיפָּת הַעֲלִיָּיה‎?, Kippat Ha'Aliyah) è una piccola cupola a pianta ottagonale di epoca crociata. Si trova a nord-ovest della più imponente Cupola della Roccia sul Monte del Tempio nella Città Vecchia di Gerusalemme.

## L'episodio nel Corano
Secondo la tradizione islamica la cupola sorge nel punto esatto in cui Maometto pregò prima di ascendere al cielo.
L'esperienza viene narrata in numerosi ḥadīth ed è ripresa nel Corano alle sure XVII:1, LIII:1-12 e LXXXI:19-25.
La narrazione inizia con Maometto che viene svegliato nottetempo dall'angelo Gabriele, fatto salire sul destriero alato Burāq e condotto a Gerusalemme. Qui il profeta intraprende la propria ascesa al cielo per mezzo di una scala (miʽrāg); attraversa gli otto cieli dove incontra un profeta in ognuno di essi, fino a raggiungere il trono di Dio, da cui riceve il Corano. Visita il Paradiso, l'Inferno e riceve spiegazioni da Gabriele. Tornato sulla terra, viene riportato alla Mecca dove tenta di convincere i propri concittadini della veridicità del suo viaggio.

## Storia
Lo stile ed i materiali utilizzati risalgono all'epoca crociata. L'edificio faceva parte del Templum Domini cristiano e probabilmente fungeva da battistero. Un'iscrizione araba del 1201 ricorda la completa riedificazione e la contestuale conversione dell'edificio in un waqf islamico da parte del governatore di Gerusalemme 'Izz ad Din 'Othman ibn 'Ali Az Zanjili, dopo che la precedente struttura era stata quasi interamente distrutta.
Sotto la dominazione Ayyubide la cupola veniva chiamata Cupola del Profeta (da non confondere con l'attuale Cupola del Profeta) e fu solo in seguito - certamente entro il 1225 - che variò la propria denominazione in Cupola dell'Ascensione.

## Architettura

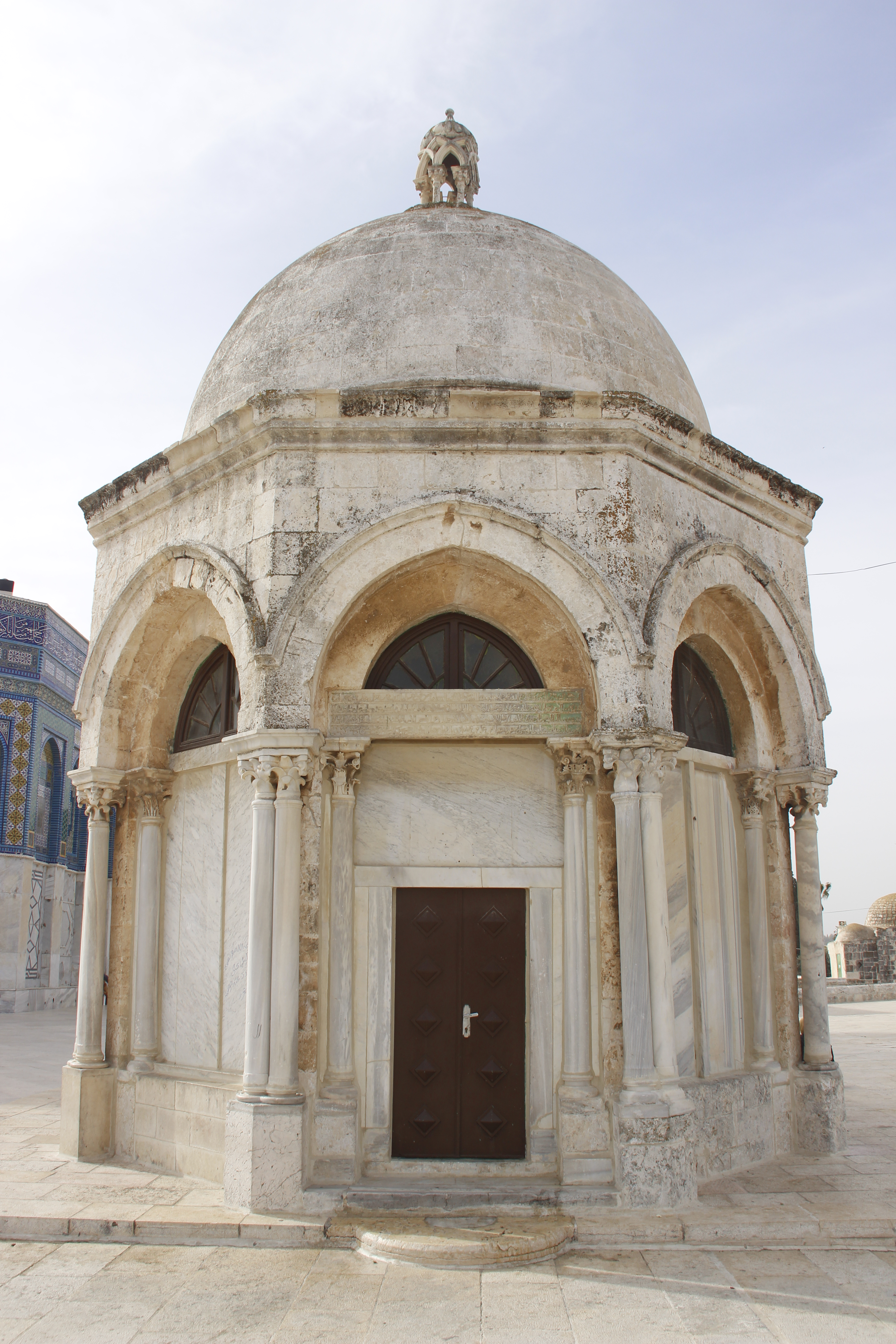
L'entrata della cupola rivolta a sud. Sopra l'apertura è possibile notare l'iscrizione che commemora la restaurazione del 1200.

La cupola, sulla cui sommità si trova una piccola torre, poggia su una struttura a base ottagonale. Originariamente, i lati dell'ottagono erano formati da archi ogivali aperti e fu solo in un secondo momento che vennero murati con lastre di marmo. Gli archi sono supportati da un paio di colonne ciascuno. Il miḥrāb si trova nella facciata nord, mentre l'entrata in quella sud. Sopra la porta è riportata l'iscrizione che ricorda la restaurazione del 1200.
La struttura è simile alla cappella dell'Ascensione cristiana situata sul monte degli Ulivi che, secondo la tradizione, sorge nel luogo esatto dove Gesù salì al cielo dopo la resurrezione.